# 朱利安·迪安
朱利安·迪安（英語：Julian Dean，1975年1月28日—），新西兰男子自行车运动员，主攻公路自行车和场地自行车。他曾代表新西兰参加1994年英联邦运动会自行车比赛，获得男子团体追逐赛铜牌。